# 服藤弘司
服藤 弘司（はらふじ ひろし、1921年7月20日 - 2005年7月15日）は、法制史学者、東北大学名誉教授。近世武家法が専門。

## 来歴
愛媛県新居浜市生まれ。1939年愛媛県立西条中学校卒、1942年広島高等学校 (旧制)卒、1943年学徒動員、1945年復員、1946年九州帝国大学法文学部卒、1952年同大学院（旧制）特別研究生修了（指導教授:金田平一郎）、九州大学九州文化史研究所研究員、1953年金沢大学法文学部助教授、1957年同教授、1962年九州大学にて論題「近世封建法の性格」で法学博士受く、1967年東北大学法学部教授、1979年同図書館長、1985年定年退官、名誉教授。東海大学法学部教授、1993年同大学院法学研究科特任教授、1995年東海大学退任

## 著書
- 『幕府法と藩法（幕藩体制国家の法と権力 ; 1）』創文社、1980年2月。
- 『大名預所の研究（幕藩体制国家の法と権力；2）』創文社、1981年2月。
- 『相続法の特質（幕藩体制国家の法と権力；5）』創文社、1982年2月。
- 『刑事法と民事法（幕藩体制国家の法と権力；4）』創文社、1983年2月。
- 『大名留守居の研究（幕藩体制国家の法と権力；3）』創文社、1984年2月。大2
- 『地方支配機構と法（幕藩体制国家の法と権力 ; 6）』創文社、1987年1月。
- 『公事方御定書』研究序説 『寛政刑典』と『棠蔭秘艦』収録『公事方御定書』 創文社 2010年6月

## 共編著
- 加能作次郎共編『石川県史』石川県　1963年現代編（1）/1964年現代編（2）
- 石井良助共編『幕末御触書集成 全6巻別巻』岩波書店、1992-97年。
- 『三奉行問答（問答集）』創文社、1997年9月。
- 『火附盗賊改の研究 史料編』創文社、1998年5月。
- 『藩法史料叢書 2 金沢藩』創文社、2001年2月。
- 石井良助共編『御触書集成目録』岩波書店、2002年。

## 記念論集
- 日本法制史論纂 紛争処理と統治システム 服藤弘司先生傘寿記念論文集刊行会 創文社 2000.11

## 駐
1. ↑  「訃報」『法制史研究　55』創文社 2006.3.31　p327
2. ↑  「服藤弘司先生を偲んで」『法制史研究　55』創文社 2006.3.31　p328以下
3. ↑  博論データベース
4. ↑  以上につき服藤弘司教授略歴・著作目録『法學』1985-02-15　p292以下
5. ↑  以上につき「服藤弘司先生略歴」『日本法制史論纂　服藤弘司傘寿記念』2000.１１　p545以下